# Gull Lake, Wisconsin
Gull Lake là một thị trấn thuộc quận Washburn, tiểu bang Wisconsin, Hoa Kỳ. Năm 2010, dân số của thị trấn này là 182 người.